# Aldrig fucka upp
Aldrig fucka upp är Jens Lapidus andra roman. Den utkom 2008 och kan betecknas som spänningsroman med genrebeteckningen "Stockholm noir". Handlingen bygger, liksom i föregångaren Snabba cash, på tre huvudkaraktärer som rör sig i Stockholms undre värld. Handlingen utspelar sig 2007 till större delen i Stockholmsområdet. 
En av huvudkaraktärerna är Thomas Andrén, som är en polis med tämligen okonventionella värderingar och arbetsmetoder. Andrén interagerar ofta med poliserna Åsa och Martin Hägerström, som i sin tur är en av huvudpersonerna i Livet Deluxe. Mahmud är en exilirakier som har suttit i fängelse för narkotikabrott och kämpar för att ta sig upp i hierarkin. Niklas Brogren är en före detta legosoldat i Irak, som har extrema idéer om hur man ska kriga mot kvinnomisshandel och koppleri, och en till stor del motsägelsefull ideologi som ofta skadar kvinnor i slutändan. Niklas ser även sig själv som ett exempel på Travis Bickle arketypen (Taxi Driver). Karaktärer som återvänder från Snabba Cash är exempelvis Radovan Kranjic, en central antagonist i trilogin, och hans undersåtar, inklusive Ratko. Slutligen, Sven Bolinder, med stor roll inom Niklas del av berättelsen.
Som alltid är fallet i Jens Lapidus Stockholm Noir trilogi, roterar berättelsen i ett mönster som aldrig bryts. Läsaren följer perspektivet av en karaktär i kapitel 1, 4, 7 osv, en annan karaktär i kapitel 2, 5, 8 osv, en tredje i kapitel 3, 6, 9, och de enda undantagen för detta mönster i hela trilogin är prolog och epilog för respektive berättelser som i somliga fall följer helt andra karaktärer än de centrala tre (i var berättelse finns specifikt tre karaktärer som läsaren följer).